# Atlas esclave
Pour les articles homonymes, voir Atlas.
L'Atlas esclave est une sculpture du grand peintre et sculpteur italien de la Renaissance Michel-Ange, conservée aujourd'hui à la  Galleria dell'Accademia de Florence.

## Histoire
Cette statue faisait partie du projet inabouti  du Tombeau de Jules II, précisément du troisième contrat de 1532.

## Description
« Ces robustes captifs étaient destinés à figurer les Sciences et les Arts enchaînés et comme réduits à l'impuissance par la mort du pontife qui, vivant, les avait protégés. »

— Eugène Guillaume, Michel-Ange, sculpteur, Gazette des beaux-arts, Paris, 1876, série 2, tome 13